# Escœuilles
Escœuilles es una comuna francesa situada en el departamento de Paso de Calais, en la región de Alta Francia.

## Demografía
| 321 | 328 | 309 | 296 | 331 | 398 | 476 |
| Para los censos de 1962 a 1999 la población legal corresponde a la población sin duplicidades (Fuente: INSEE [Consultar]) |     |     |     |     |     |     |